# Prix bid
 (décembre 2013).
Le prix bid est le prix le plus élevé qu'un acheteur (c'est-à-dire le soumissionnaire) est prêt à payer pour un bien. Il est généralement appelé simplement le « bid ».

## Voir également
- prix ask
- Équilibre économique
- Offre et demande